# آماده باشی یا نه
آماده‌ای یا نه (به انگلیسی: Ready or Not) فیلمی آمریکایی در ژانر کمدی ترسناک به کارگردانی مشترک مت بتینلی-اولپین و تایلر گیلت که از فیلمنامه گای باسیک و آر. کریستوفر مورفی ساخته شده است. در این فیلم بازیگرانی از جمله سامارا ویوینگ، آدام برودی، مارک اوبراین، الیس لوک، هنری چرنی، و اندی مک‌داول حضور دارند.
این فیلم توسط سرچلایت پیکچرز تهیه شده است و در ۲۷ ژوئیه ۲۰۱۹ در جشنواره بین‌المللی فیلم فنتیژا برای اوّلین بار به نمایش درآمد و به‌طور تئاتر در ۲۱ اوت ۲۰۱۹ توسط استودیو سینمایی والت دیزنی منتشر شد. این فیلم ۵۷ میلیون دلار در سراسر جهان فروش کرد، در حالی که ۶ میلیون دلار بودجه ساخت آن بوده است، و به‌طور کلی نقدهای مثبتی از منتقدین دریافت کرده است. دنبالهٔ این فیلم تحت عنوان آماده باشی یا نه: دارم میام در دست تولید است.

## داستان
یک عروس جوان (با بازی سامارا ویوینگ) در یک سنت قدیمی به همسر خود (با بازی مارک اوبرایان) و خانواده ثروتمند و البته عجیب و غریب او (با بازی آدام برودی، هنری چنی و اندی مک‌داول) می‌پیوندد؛ سنتی که تبدیل به یک بازی کشنده می‌شود و در نهایت هر کسی که در این بازی حضور دارد، باید برای حفظ جان و بقای خود، با تمام وجود مبارزه کند.

## بازیگران
- سامارا ویوینگ در نقش گریس لو دوماس، همسر الکس.
- آدام برودی در نقش دانیل لو دوماس، برادر الکس و امیلی، پسر بکی و تونی، برادرزاده هلن.
  - اتین کلیلی به عنوان جوانی دانیل لو دوماس
- مارک اوبراین به عنوان الکس لو دوماس، همسر گریس، برادر دانیل و امیلی، پسر بکی و تونی و برادرزاده هلن.
  - چکسچیل را به عنوان الکس لو دوماس جوان
- هنری چرنی در نقش تونی لو دوماس، الکس، پدر امیلی و دانیل، شوهر بکی، برادر هلن و نوه ویکتور.
- اندی مک‌داول در نقش بکی لو دوماس، الکس، مادر امیلی و همسر تونی
  - کیت زیگلر در نقش جوانی بکی لو دوماس
- نیکی گواداگنی در نقش هلن لو دوماس، الکس، امیلی و عمه دانیل و خواهر تونی.
  - الانا دانکلمان به عنوان جوانی هلن لو دوماس
- ملانی اسکروفانو در نقش امیلی لو دوماس، خواهر الکس و دانیل، دختر بکی و تونی، خواهرزاده هلن و همسر فیچ. معروف است که امیل معتاد به مواد مخدر است.
- الیس لوک در نقش لو دوماس، همسر دانیل.
- کریستین برون در نقش فیچ برادلی، همسر امیلی
- جان رالستون در نقش استیونز
- ایتان تاورس به عنوان گیب
- لیام مک دونالد به عنوان جورجی
- نت فکسون به عنوان صدای جاستین